# Ville-devant-Chaumont
Ville-devant-Chaumont è un comune francese di 56 abitanti situato nel dipartimento della Mosa nella regione del Grand Est.

## Società

### Evoluzione demografica
Abitanti censiti